# ニコクレス (サラミス王)
ニコクレス（古代ギリシア語: Nικoκλης、ラテン文字翻字: Nikoklēs、ラテン語: Nicocles）は、古代ギリシアのキュプロス（キプロス）における、サラミス王。紀元前374年ないし紀元前373年に、父（とされる）エウアゴラス1世の後を継いで即位した。ニコクレスは、父がとった親ギリシア (philhellenism) 政策を継承した。ニコクレスは、おそらくは、シドンのストラトン (Straton of Sidon) とともに、紀元前362年から紀元前360年のサトラップ（太守）の反乱の時期に死んだものと思われる。後継者として王位に就いたのは、その子（ないしは弟）エウアゴラス2世であった。
一部の論者は、ニコクレスが、父エウアゴラス1世を暗殺する陰謀に関わっていたのではないかと考えている。しかし、この推測を裏付けがあるものではなく、歴史家ディオドロスが、ニコクレス当人がエウアゴラス1世を暗殺した宦官であったかのような誤った奇妙な記述を残したことから生じた解釈である。
ニコクレスの治世については、ほとんど記述が残されていないが、平和で繁栄したものであったようだ。ニコクレスを賞賛していたイソクラテス（イソクラテスは2本の演説をニコクレスに捧げ、さらに1本の演説でニコクレスを主題とした）の言葉を信じるならば、ニコクレスはサラミスを繁栄の絶頂に導き、支配下の民に法外な課税をすることもなしに、父の代の戦争で枯渇していた財宝を再び積み、あらゆる意味において、穏健で公正な君主の模範を示す存在であった。イソクラテスは、ニコクレスが文学と哲学への愛情をもっている、とも持ち上げているが、この賞賛の演説に対してイソクラテスに20タレントの大枚を支払ったことも、その証拠と言える。イソクラテスは演説の中で、ニコクレスが私生活においても慎み深いと賞賛しているが、テオポンポス (Theopompus) やランプサコスのアナクシメネス (Anaximenes of Lampsacus) といった他の書き手たちは、ニコクレスが贅沢を好み、シドンのストラトンと響宴や性的放縦の豪奢と洗練を競ったことを伝えている。それによれば、ニコクレスの最期は暴力的に殺されたものであったというが、いつ、どのような状況で殺されたのかは記録に残っていない。